# Mémorial (Luxemburg)
Das Mémorial, Journal Officiel du Grand-Duché de Luxembourg ist das Amtsblatt des Großherzogtums Luxemburg. Es wird veröffentlicht durch den dem Staatsminister unterstellte Service Central de Législation. Eine Druckausgabe wird in der Imprimerie de la Cour Victor Buck, s.à r.l. in Leudelange produziert.
Im Jahr 1816 wurde das Mémorial administratif du Grand-Duché de Luxembourg (Verwaltungs-Memorial des Großherzogtums Luxemburg) veröffentlicht.:149–150 1832 wurde die Bezeichnung geändert in Mémorial législatif et administratif du Grand-Duché du Luxembourg (Gesetzgebungs- und Verwaltungs-Memorial des Großherzogtums Luxemburg).:149–150 1842 wurde der Beschluss, das Mémorial als offizielles Amtsblatt zu verwenden durch Wilhelm II. der Niederlande im Mémorial bekanntgegeben.
1854 wurde die Bezeichnung erneut geändert in Memorial du Grand-Duché du/de Luxembourg (Memorial des Großherzogtums Luxemburg). Dieser Name blieb bis 1961 erhalten, als das Mémorial mit Mémorial: Journal officiel du Grand-Duché de Luxembourg (Amtsblatt des Großherzogtums Luxemburg) und die heutige Bezeichnung erhielt. Ab diesem Zeitpunkt wurde das Mémorial auch nicht mehr als einheitliches Gesetzesblatt, sondern in den drei folgenden Teilen ausgegeben::149–150
- Teil A – Recueil de législation – enthält Veröffentlichungen zur Gesetzgebung
- Teil B – Recueil administratif et économique – enthält Veröffentlichungen der Regierung und
- Teil C – Recueil spécial des sociétés et associations – enthält Informationen zu Unternehmen und Organisationen.

Mit der Dreiteilung wurde auch die Nummerierung neu gestartet, so dass die erste Ausgabe von Teil A am 12. Januar 1961 veröffentlicht wurde.
Im Internet erhält man Zugang zu Informationen zu Teil A seit 1952, zu Teilen B und C ab 1996.